# Hszie Csün
Hszie Csün (Xiè Jūn (謝軍, Hszie Csün)) egyszerűsített kínai írással: 谢军, (nevét a külföldi szakirodalomban: Xie Jun alakban használják), (Baoding (Bǎodìng Shì), Hopej (Hebei), 1970. október 30. –) kínai női sakkozó, nemzetközi nagymester, a nyolcadik és tizedik női sakkvilágbajnok (1991–1996 és 1999–2001), háromszoros olimpiai bajnok, Kína női sakkbajnoka, nemzetközi versenybíró, FIDE mesteredző.
Nemzetközi nagymester 1993-tól, női nemzetközi mester 1989-től. 2008. január óta nem vesz részt a nemzetközi Sakkszövetség által nyilvántartott versenyeken.
2019-ben a World Chess Hall of Fame (Sakkhírességek Csarnoka) tagjai közé választották.

## Élete és sakkpályafutása
Egy alkalmazott és egy mérnök gyerekeként született Baodingban, de Pekingben nőtt fel. Hatéves korában kezdett el kínai sakkot játszani, és 10 éves korában már Peking lánybajnoka volt. Kormányzati unszolásra hamar elkezdett foglalkozni a „nyugati sakkal” is. Az elégtelen edzési lehetőségek ellenére 14 évesen már ő volt a lányok között Kína sakkbajnoka. Egy évvel később megismételte ezt a győzelmét, majd négyszer egymás után megnyerte Kína felnőtt női bajnokságát. 1988-ban a 2–4. helyen végzett a junior sakkvilágbajnokságon.
20 éves korában megnyerte a világbajnokjelöltek versenyét, majd 1991-ben Maia Csiburdanidze legyőzésével a női világbajnoki címet is megszerezte. Ezt a címét sikeresen védte meg 1993-ban, de 1996-ban Polgár Zsuzsa elhódította tőle. 1999-ben Alisza Galljamova elleni győzelmével másodszor is megszerezte a világbajnoki címet, miután a címvédő Polgár Zsuzsa a számára nem megfelelő helyszín és versenyzési feltételek miatt nem állt ki ellene. Címét 2000-ben a kieséses rendszerű világbajnoki versenyen szerzett első helyével megerősítette. A 2001-es világbajnokság előtt visszavonult az aktív sakkozástól.
1989-ben lett női nemzetközi mester, 1991-ben a női világbajnoki címhez a Nemzetközi Sakkszövetség a nemzetközi nagymester címet adományozta neki.
Az 1998-ban, 2000-ben és 2004-ben a női sakkolimpián aranyérmet nyert kínai csapat elsőtáblásaként járult hozzá a sikerhez. A világranglistán hosszú ideig állt a 2. és 3. helyen, az 1. helyet elfoglaló Polgár Judit mögött.
Kínában hősként tekintenek rá, sikerei nagymértékben hozzájárultak hazájában és egész Ázsiában a sakk népszerűségéhez, és a kínai sakkozónők későbbi eredményeihez. 1991 előtt a „nyugati” sakkot alig ismerték Kínában, világbajnoki címe megszerzése után több százezer gyermek kezdett el sakkozni, ma ez a szám milliós nagyságrendű.
Az 1990-es évek végén pszichológiából doktorált a Pekingi Egyetemen. Jelenleg a Pekingi Sportbizottságban dolgozik, és fiatal tehetségek felkutatásával és oktatásával foglalkozik. Nagyon ritkán versenyez, 2001-es visszavonulása óta néhány játszmát játszott csak, hogy megőrizze Élő-pontszámát, legutóbb 2008. januárban változott a pontszáma, amely egyben élete legmagasabb Élő-pontszáma.
2004 óta a Nemzetközi Sakkszövetség (FIDE) nemzetközi versenybírója, és ugyanebben az évben mesteredező (FIDE Senior Trainer) címet szerzett.
Férje a szingapúri sakknagymester Wu Sao-pin (Wu Shaobin), aki korábban az edzője volt.

## Szereplései a világbajnokságokon

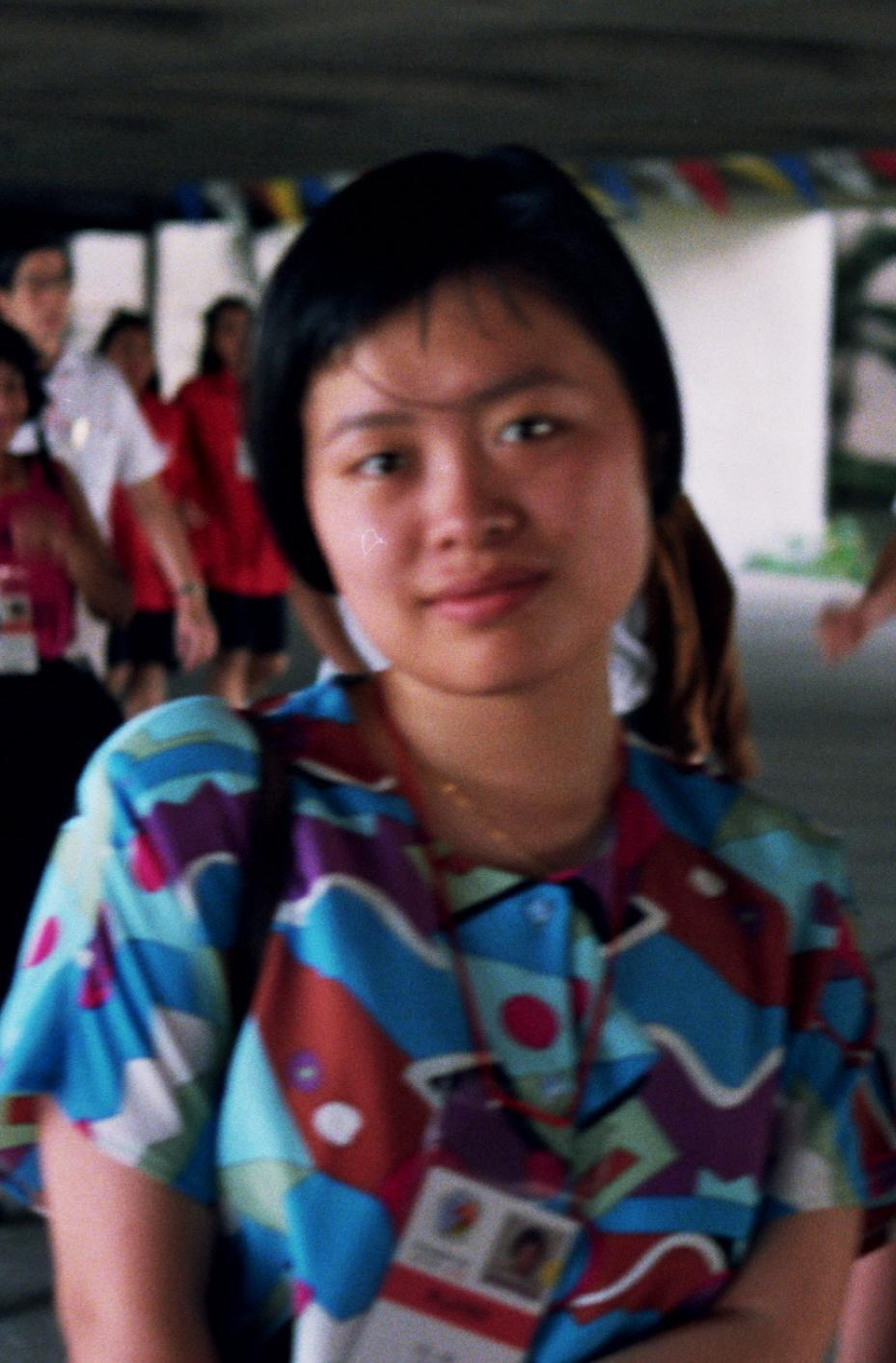
Hszie Csün (1992)

Az 1989–1991-es világbajnoki ciklusban a két zónaközi döntő első három-három helyezettje, valamint az előző világbajnoki versenysorozat két döntőse körmérkőzéses versenyen mérkőzött a világbajnok kihívásának jogáért. A Kuala Lumpurban rendezett zónaközi döntőn Nona Gaprindasvili mögött a második helyen végzett, így bejutott a legjobb nyolc résztvevővel rendezett világbajnokjelölti versenybe. A versenyen ő és a jugoszláv Alisa Marić holtversenyben végzett az élen, ezért köztük párosmérkőzés döntött, hogy kit illessen a kihívás joga. A párosmérkőzést Hszie Csün (Xiè Jūn) nyerte, így ő mérkőzhetett meg a címvédő Csiburdanidzével. A világbajnoki döntő párosmérkőzésre 1991-ben Manilában került sor, amelyen Hszie Csün (Xiè Jūn) 8,5–6,5 (+4=9-2) arányban győzött, ezzel 13 év után elhódította Csiburdanidzétől a világbajnoki címet.
Az 1991–1993-as világbajnoki ciklusban a két zónaközi döntő első három-három helyezettje kiegészült az exvilágbajnok Csiburdanidzével, valamint az előző ciklus világbajnokjelölti versenyének döntősével Alisa Marić-csal. A Nemzetközi Sakkszövetség döntése értelmében a világbajnokjelölti versenyen részt vehetett Polgár Zsuzsa is, aki az előző évben – elsőként a sakk történetében – a férfiakkal azonos körülmények között versenyen megszerezte a nemzetközi nagymesteri címet. A kilencfős mezőny kétfordulós körmérkőzésen döntötte el a két első hely sorsát, amelyen Polgár Zsuzsa 3 pont előnnyel végzett az élen, őt Nana Ioszeliani követte, Csiburdanidze vele azonos pontszámmal a 3. helyet szerezte meg. A világbajnok kihívásának jogáért Polgár Zsuzsa és Nana Ioszeliani párosmérkőzésen mérkőzött egymással, amely 6–6 arányú döntetlennel végződött. A kétszeri rájátszás sem hozott eredményt, ezért sorsoltak, amely Ioszelianinak kedvezett. Az 1993-ban Monacóban megrendezett világbajnoki döntőben Hszie Csün (Xiè Jūn) fölényes 8,5–2,5 (+7=3-1) arányú győzelemmel védte meg címét.
Az 1994–1996-os világbajnoki ciklusban újításként nem zónaközi döntőket rendeztek, hanem egy svájci rendszerben lebonyolított verseny eredménye alapján dőlt el a világbajnokjelöltek versenyére való továbbjutás sorsa. A svájci rendszerű verseny első hét helyezettje, kiegészülve az előző világbajnoki ciklus két döntősével Polgár Zsuzsával és Nana Ioszelianival küzdhetett meg a világbajnok kihívásának jogáért. A versenyen Polgár Zsuzsa és Maia Csiburdanidze holtversenyben végzett az élen. Köztük párosmérkőzés döntötte el, kit illessen a világbajnok kihívásának joga. A párosmérkőzést Polgár Zsuzsa nagy fölénnyel 5,5–1,5 arányban nyerte, így először a sakk történetében magyar versenyző küzdhetett meg a női világbajnoki címért. A világbajnoki döntőben Polgár Zsuzsa meggyőző 8,5–4,5 (+6=5-2) arányú győzelmet aratott, ezzel ő lett a női sakkozás kilencedik világbajnoka.
Az 1997–1999-es világbajnoki ciklusban a svájci rendszerű zónaközi döntőből a hét első helyezett, kiegészülve az exvilágbajnok Hszie Csün (Xiè Jūn)nel, valamint az előző világbajnokjelölti verseny második és harmadik helyezettjével, Csiburdanidzével és Pia Cramlinggal, küzdött a kihívás jogáért. A tíz versenyző kétfordulós körmérkőzésen mérte össze erejét. A versenyen Alisza Galljamova és Hszie Csün (Xiè Jūn) végzett az első két helyen, köztük párosmérkőzés döntötte el a világbajnok kihívásának jogát. Mivel a címvédő Polgár Zsuzsa nem fogadta el a kínai helyszínt, valamint a verseny díjazását, ezért a Nemzetközi Sakkszövetség (FIDE) megfosztotta őt a címétől, és a Hszie Csün (Xiè Jūn) – Galljamova párosmérkőzést világbajnoki döntőnek tekintette. A mérkőzést Hszie Csün (Xiè Jūn) 8,5–6,5 (+5=7-3) arányban nyerte, ezzel ismét ő lett a világbajnok.
A 2000-es világbajnokságon az Élő-pontszám szerinti első 64 versenyzőt hívták meg, hogy kieséses rendszerben döntsenek a világbajnok címről, amelyen a címvédőnek is indulnia kellett. Az Új-Delhiben rendezett versenyen végül 61-en indultak el. Az első fordulóban erőnyerő volt, a másodikban Szvetlana Matvejeva, a harmadikban Elene Zayac, a negyedikben Natalija Zsukova ellen győzött. Az elődöntőben Jekatyerina Kovalevszkaját verte, majd a döntőben honfitársa Csin Kan-jing (Qín Kǎnyìng) ellen diadalmaskodott, ezzel  az új rendszerű kieséses (knock out) rendszerben is megvédte világbajnoki címét.
A 2001-es világbajnokság előtt befejezte aktív pályafutását, a világbajnokságért folyó versenyen már nem indult el, így címét elvesztette.

## Szereplései a sakkolimpiákon
1988 és 2004 között nyolc sakkolimpián vett részt, amelyeken csapatban 3 arany, 1 ezüst és 2 bronz, egyéniben 2 ezüst és 3 bronzérmet szerzett.
| Év   | Olimpia             | Helyszín                 | Tábla | Győzelem | Vereség | Döntetlen | %    | Helyezés egyéni       | Helyezés csapat |
| 1988 | 13. női sakkolimpia | Szaloniki ( Görögország) | 2.    | 9        | 2       | 2         | 76,9 | 4.                    | 4.              |
| 1990 | 14. női sakkolimpia | Újvidék ( Jugoszlávia)   | 1.    | 9        | 1       | 4         | 78,6 | Ezüstérem · Bronzérem | Bronzérem       |
| 1992 | 15. női sakkolimpia | Manila ( Fülöp-szigetek) | 1.    | 9        | 2       | 2         | 76,9 | Bronzérem             | Bronzérem       |
| 1994 | 16. női sakkolimpia | Moszkva ( Oroszország)   | 1.    | 5        | 2       | 6         | 61,5 | 22.                   | Bronzérem       |
| 1996 | 17. női sakkolimpia | Jereván ( Örményország)  | 1.    | 3        | 2       | 5         | 55   | 27.                   | Ezüstérem       |
| 1998 | 18. női sakkolimpia | Eliszta ( Oroszország)   | 1.    | 5        | 1       | 4         | 70   | 7.                    | Aranyérem       |
| 2000 | 19. női sakkolimpia | Isztambul ( Törökország) | 1.    | 6        | 0       | 5         | 77,3 | Bronzérem             | Aranyérem       |
| 2004 | 21. női sakkolimpia | Calvià ( Spanyolország)  | 1.    | 4        | 0       | 6         | 70   | + 9.                  | Aranyérem       |

## További csapateredményei
1995-ben első táblásként tagja volt Ázsia csapatbajnokságán az első helyezést szerzett kínai válogatottnak.
A Kínai Sakkligában 2005-ben és 2006-ban az első, 2007-ben a második helyet szerző Beijing Patriots csapatának tagja volt.

## Kiemelkedő versenyeredményei
A világbajnoki címért folyó versenyeken és mérkőzéseken kívül (zömmel férfiversenyek):
- 1992: Peking (Běijīng), 1. helyezés[32]
- 1992: Sencsen (Shenzhen) 5. helyezés, Adorján Andrással holtversenyben[33]
- 1994: Kuala Lumpur, 3. helyezés, olyanokat előzött meg, mint Nona Gaprindasvili, Maia Csiburdanidze, Eduard Gufeld[34]
- 1995: Pan Pacific International, San Francisco, 6–7. helyezés, 13-as kategóriájú verseny, átlag Élő-pontszám 2574, „a fiatal versenyzők közül Hszie Csün (Xiè Jūn) érte el a legjobb eredményt”[35]
- 1997: Wijk aan Zee Open, 2. helyezés[36]
- 1997: 18. Cannes Open, holtversenyes 1. helyezés[37]
- 1997: Peking (Běijīng), 3. helyezés[38]
- 1998: Wijk aan Zee, Hoogovens verseny, 6. helyezés[39]
- 1998: Peking (Běijīng), 4. helyezés[40]
- 2000: Veteránok elleni mérkőzés, München, a mezőny 2., a legjobb női eredmény[41]
- 2000: FIDE Világkupa, Senjang (Shĕnyáng), 2–3. helyezés[42]
- 2001: Buenos Aires, 5–6. helyezés holtversenyben Polgár Judittal a 2600-as átlag értékszámú XII. Najdorf-emlékversenyen, Anatolij Karpov, Tejmur Radzsabov és Nigel Short mögött.[43]
- 2002: Amszterdam, 3–5. helyezés holtversenyben Vlastimil Horttal és Viktor Korcsnojjal. A 2470 átlagértékszámú versenyt Portisch Lajos nyerte az akkori női világbajnok Csu Csen (Zhū Chén) előtt.[44]
- 2002: Csinan (Jǐnán) 2. helyezés, Queens vs Kings verseny[45]
- 2004: Taiyuan (Kína), 6. helyezés a 2620-as átlagértékszámú versenyen, amelyet Nigel Short nyert meg.[46]

## Díjai és kitüntetései
- 2005 Laureus China Top Ten Athlets Award (a nemolimpiai sportágak kategóriájában)[47]

## Megjelent művei
- Xie Jun: Chess champion from China. Gambit Publications, London 1998. ISBN 1-901983-06-4.

## Róla szóló irodalom
- Xie Jun. Chess Champion from China: The Life and Games of Xie Jun. Gambit Publications, London (1998). ISBN 1-901983-06-4 Hszie Csün sok játszmája, életrajzi adatokkal.
- Forbes, Cathy. Meet the Masters. Tournament Chess (1994). ISBN 1-85932-041-4 Interjú több neves sakkozóval.

## Emlékezetes játszmái
- Antoaneta Stefanova vs Xie Jun, Sakkolimpia, 1996. 0–1
- Xie Jun vs Bent Larsen, 1994. 1–0
- Nigel Short vs Xie Jun, 2002. 0–1
- Xie Jun vs Nana Ioseliani, 1997. 1–0